# 埃温

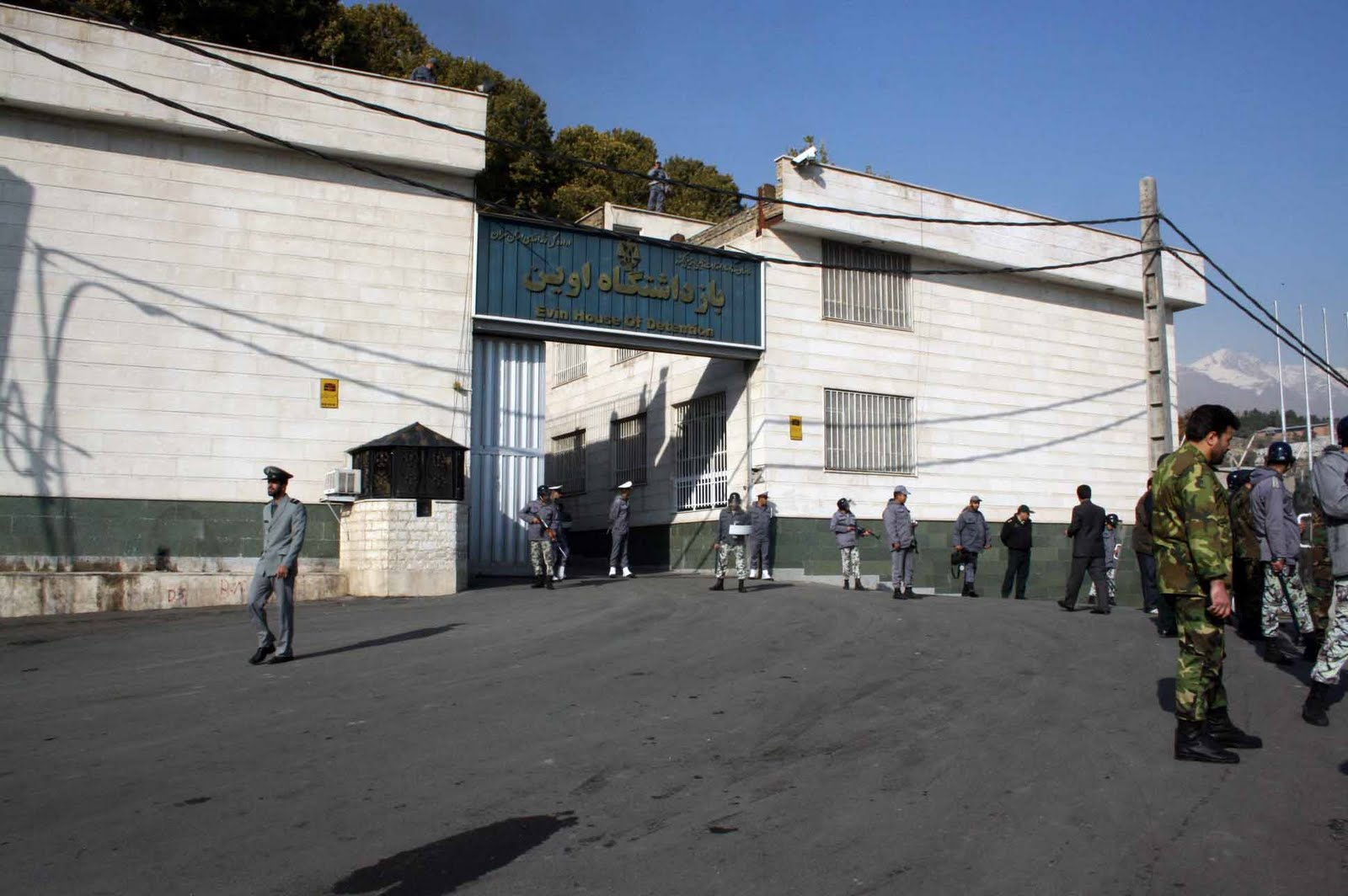
埃温监狱

埃温是德黑兰北部的一个街区。该街区分为一个老城区
，充满了果园和老房子的花园；和一个新城区，有高耸的高楼和闪闪发光的摩天大楼。
它毗邻沙希德·贝赫什提大学校园，著名的埃温监狱也位于此处。Darakeh登山步道分钟也在该地区附近。